# Certificado de Patriota

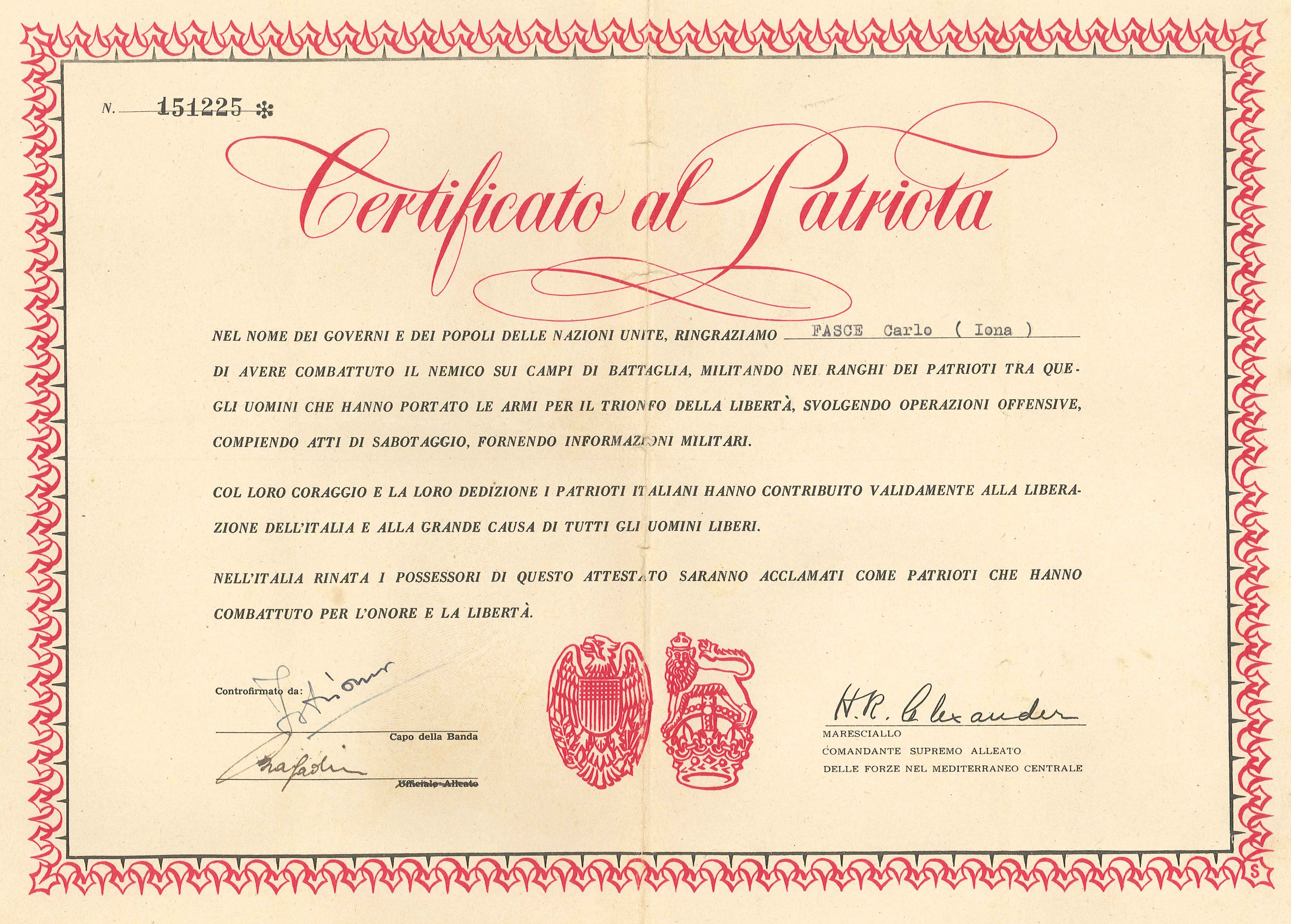
Il El Certificado de Patriota entregado a los partisanos italianos tras la Segunda Guerra Mundial

El Certificado de Patriota es un documento que se ha entregado a los partisanos italianos tras la Segunda Guerra Mundial.
Se conoce también como la Licencia de Alexander, por el nombre del mariscal H. R. Alexander, comandante de las Fuerzas Aliadas en Italia.
Fue concedido por primera vez desde H. R. Alexander el mismo, a partidistas Nello Iachini que en este 26 de agosto de 1944 salvó la vida del Mariscal y del primer ministro británico Winston Churchill durante una visita a Italia en el segundo.
Entre los que recibieron el certificado, Raffaele Cadorna Junior, el general italiano que combatió durante la Primera Guerra Mundial y la Segunda Guerra Mundial y es famoso por ser uno de los comandantes de la Resistencia italiana contra las fuerzas alemanas de ocupación en el norte de Italia después de 1943.

## Texto
"En nombre de los gobiernos y de los pueblos de las naciones unidas, agradecemos a [NOMBRE Y SEUDONIMO] por haber combatido al enemigo en los campos de batalla, en las filas de los Patriotas y de los hombres que empuñaron las armas por el triunfo de la Libertad, desarrollando operaciones de ataque, con actos de sabotaje o facilitando información militar. Con su coraje y con su valor, los patriotas italianos contribuyeron en gran medida a la liberación de Italia y a la gran causa de todos los hombres libres. En la Italia renacida, los que portan este certificado serán aclamados como patriotas que lucharon por el honor y la libertad".